# نخلة جبل علي
نخلة جبل علي هي جزيرة اصطناعية بنيت على ساحل مدينة دبي بالإمارات العربية المتحدة، وبُدأ بإنشائها في أكتوبر 2002، كان من المقرر أصلاً أن يكتمل المشروع بحلول منتصف عام 2008 إلاأنها بقيت معلقة منذ ذلك الحين في أعقاب الأزمة الاقتصادية التي حلّت بالعالم عام  2008. المشروع والذي هو أكبر بنسبة 50 بالمئة من نخلة الجميرة، يشمل ستة مراسٍ، ومتنزه وكذلك بناء منازل على ركائز فوق الماء، وسبعة عشر سعفًة وجزيرة هلالية تعمل ككاسر أمواج.

## خطة جديدة
أعلن الشيخ محمد بن راشد آل مكتوم، نائب رئيس دولة الإمارات، وحاكم دبي، في العام 2023، عن اطلاق خطة جديدة لاستكمال نخلة جبل علي، والتي ستمتد على مساحة 13.4 كم وستحقق إضافة وامتداد لسواحل دبي بحدود 110 كم، كما أها ستحتوي على 80 فندقاً ومرفقاً سياحياً، وسيتم تنفيذها من قبل شركة نخيل العقارية.
وبالاستناد إلى خطة دبي الحضرية 2040 سيتم تشييد البنية التحتية والمرافق الحضرية والأبنية بأعلى المعايير العالمية وسيتم التركيز على المساحات الخضراء والحدائق، ودعم التنمية المستدامة بالاعتماد على مصادر الطاقة النظيفة المتجددة والتي من المتوقع أن تشكل 30% من احتياجات الطاقة.
كما سيشكل المشروع رافداً مهماً لتسهيل التوسع السكاني وتقليل الاكتظاظ، حيث من المتوقع أن يزيد عدد سكان دبي بشكل كبير بحلول عام 2040.
وفي أغسطس 2024، تم ترسية عقد بقيمة 810 ملايين درهم على شركة «جان دي نول دردجينج»، لتنفيذ الأعمال الإنشائية البحرية في مشروع «نخلة جبل علي».
وسيكون موقع السعفات الثماني الأولى من المشروع جاهزاً بحلول الربع الأول من عام 2025
كما  أعلنت «نخيل» في أكتوبر  2024 عن تعاونها مع «هيئة كهرباء ومياه دبي» (ديوا)، لإنشاء محطتي كهرباء فرعيتين في مشروع «نخلة جبل علي»، بقيمة 270 مليون درهم. 

## معرض صور

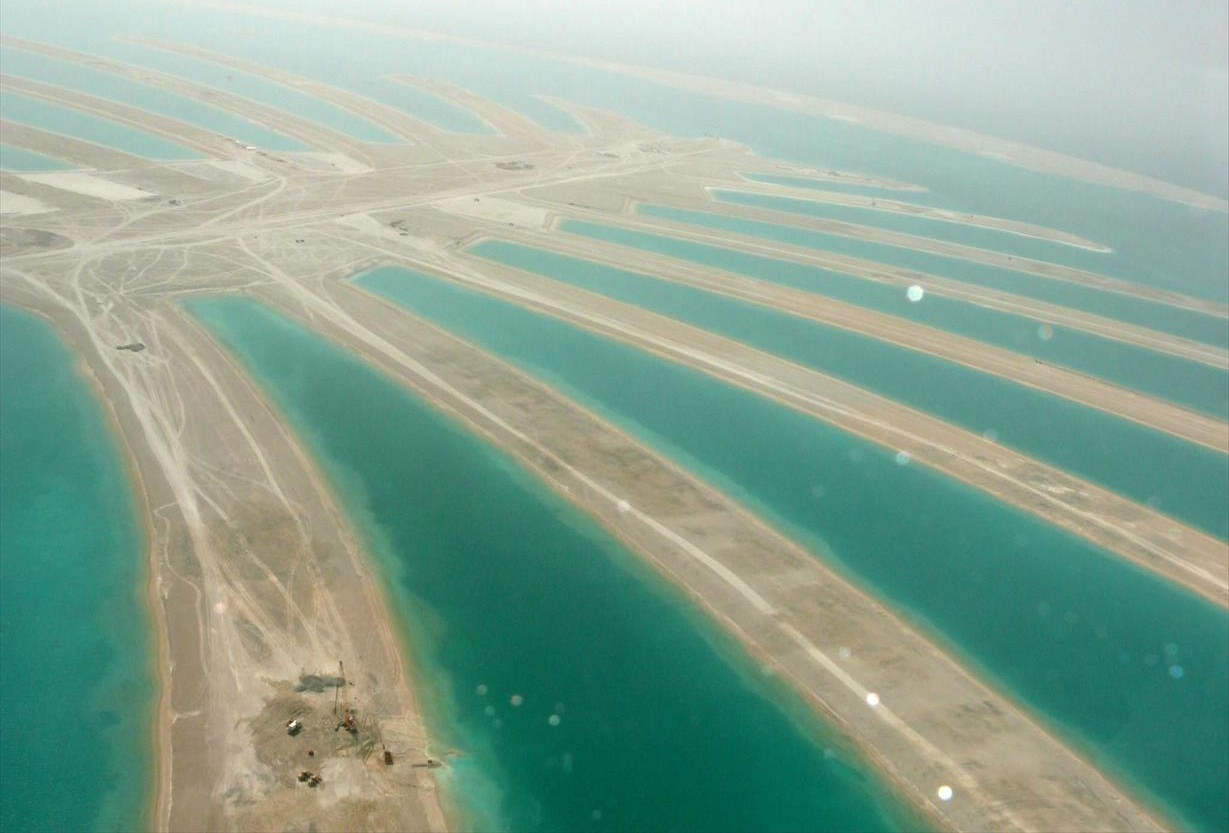
نخلة جبل علي في تاريخ 8 مايو 2008.
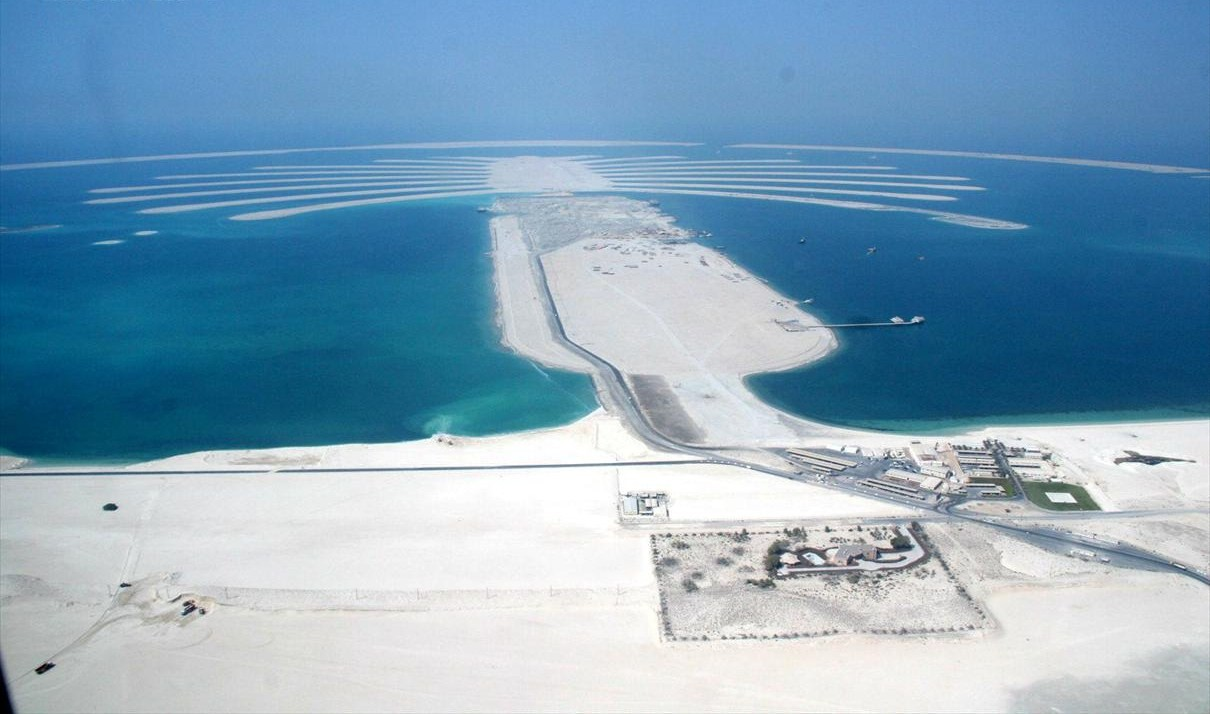
نخلة جبل علي في تاريخ 18 أوكتوبر 2007.
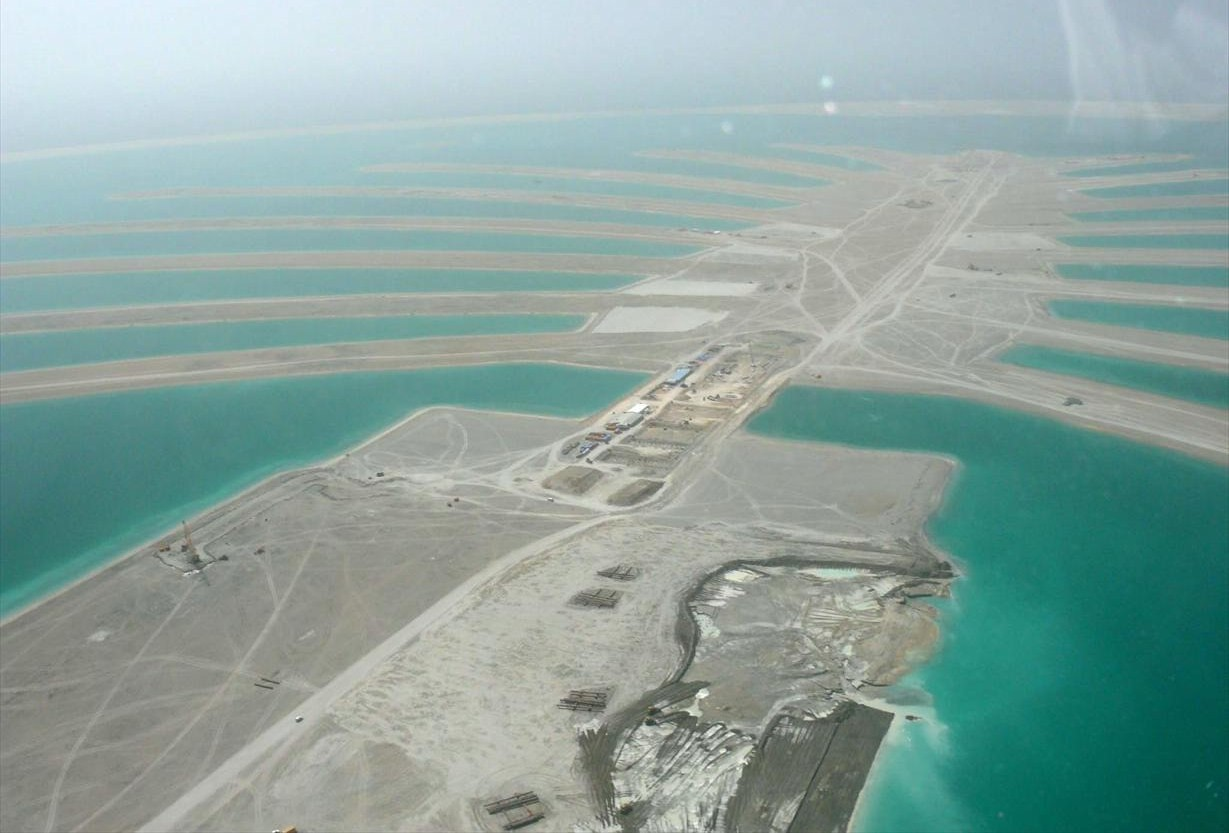
نخلة جبل علي في تاريخ 8 مايو 2008.
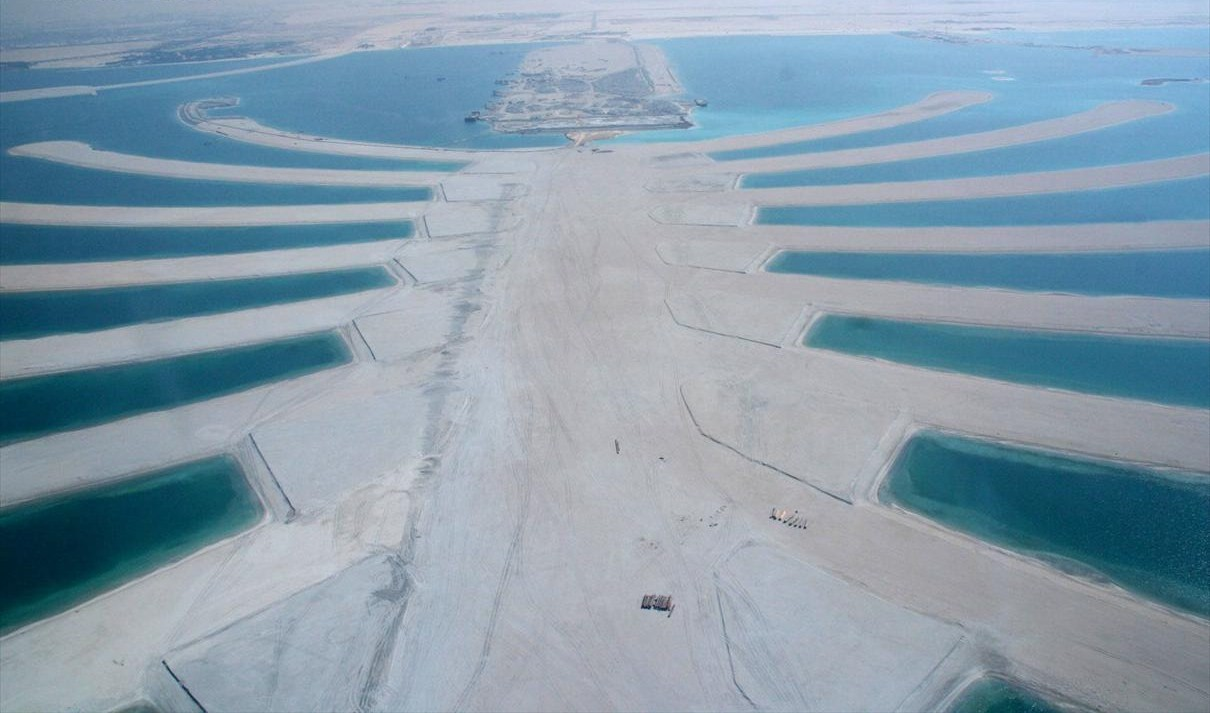
نخلة جبل علي في تاريخ 18 أوكتوبر 2007.
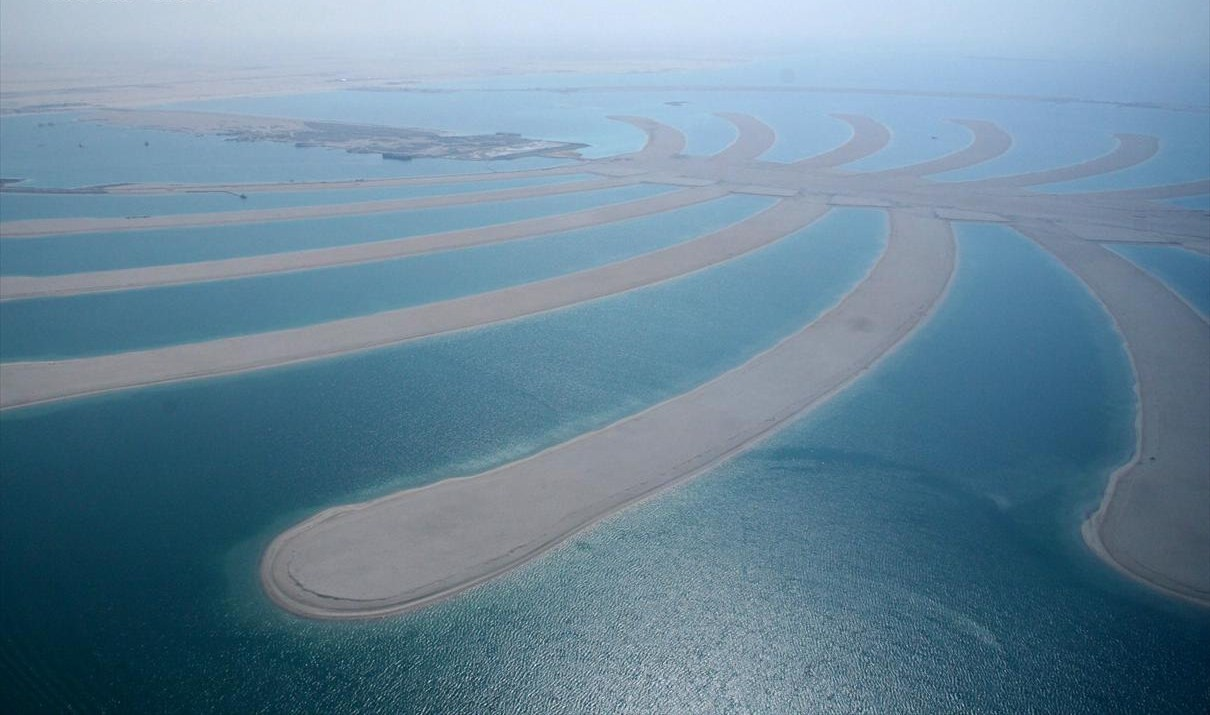
نخلة جبل علي في تاريخ 18 أوكتوبر 2007.